# Domenico Montrone
Domenico Montrone (ur. 1 maja 1986 w Modugno) – włoski wioślarz.

## Osiągnięcia
- Mistrzostwa Świata Juniorów – Troki 2002 – ósemka – 2. miejsce[1].
- Mistrzostwa Świata Juniorów – Ateny 2003 – czwórka podwójna – 8. miejsce[1].
- Mistrzostwa Świata Juniorów – Banyoles 2004 – dwójka podwójna – 1. miejsce[1].
- Mistrzostwa Świata U-23 – Hazewinkel 2006 – ósemka – 3. miejsce[1].
- Mistrzostwa Świata – Eton 2006 – czwórka podwójna – 4. miejsce[1].
- Mistrzostwa Świata U-23 – Glasgow 2007 – czwórka podwójna – 4. miejsce[1].
- Mistrzostwa Europy – Ateny 2008 – czwórka bez sternika – 2. miejsce[1].
- Mistrzostwa Europy – Montemor-o-Velho 2010 – ósemka – 6. miejsce[1].